# برنارد قيصر أينشتاين
برنار قيصر أينشتاين (بالإنجليزية: Bernhard Caesar Einstein)‏ (10 يوليو 1930 - 30 سبتمبر 2008) كان فيزيائي سويسري أمريكي وكان ألماني المولد، وهو ابن هانز ألبرت أينشتاين وحفيد ألبرت أينشتاين.